# Jakobuskirche (Fischbach)

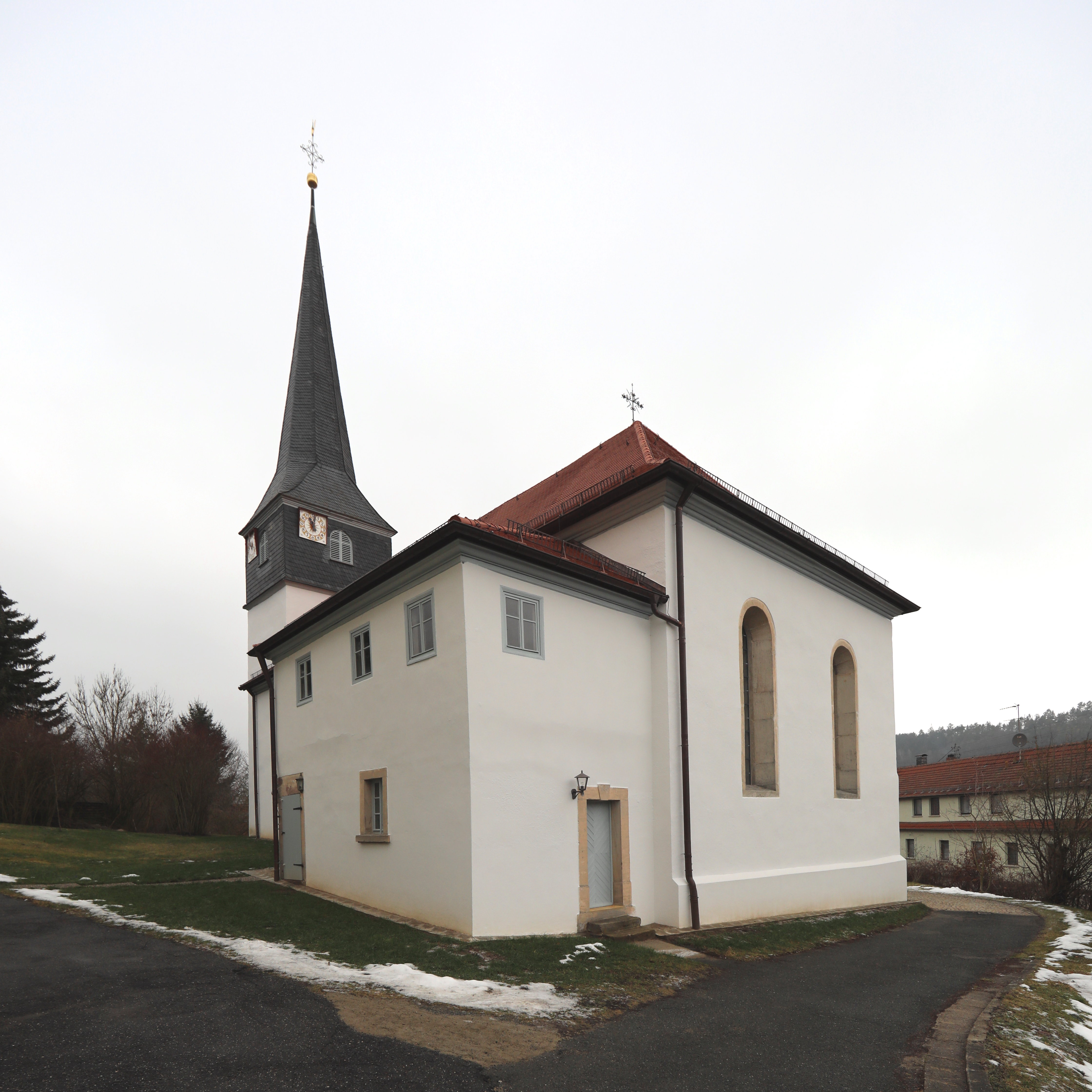
Jakobuskirche in Fischbach, Ostseite

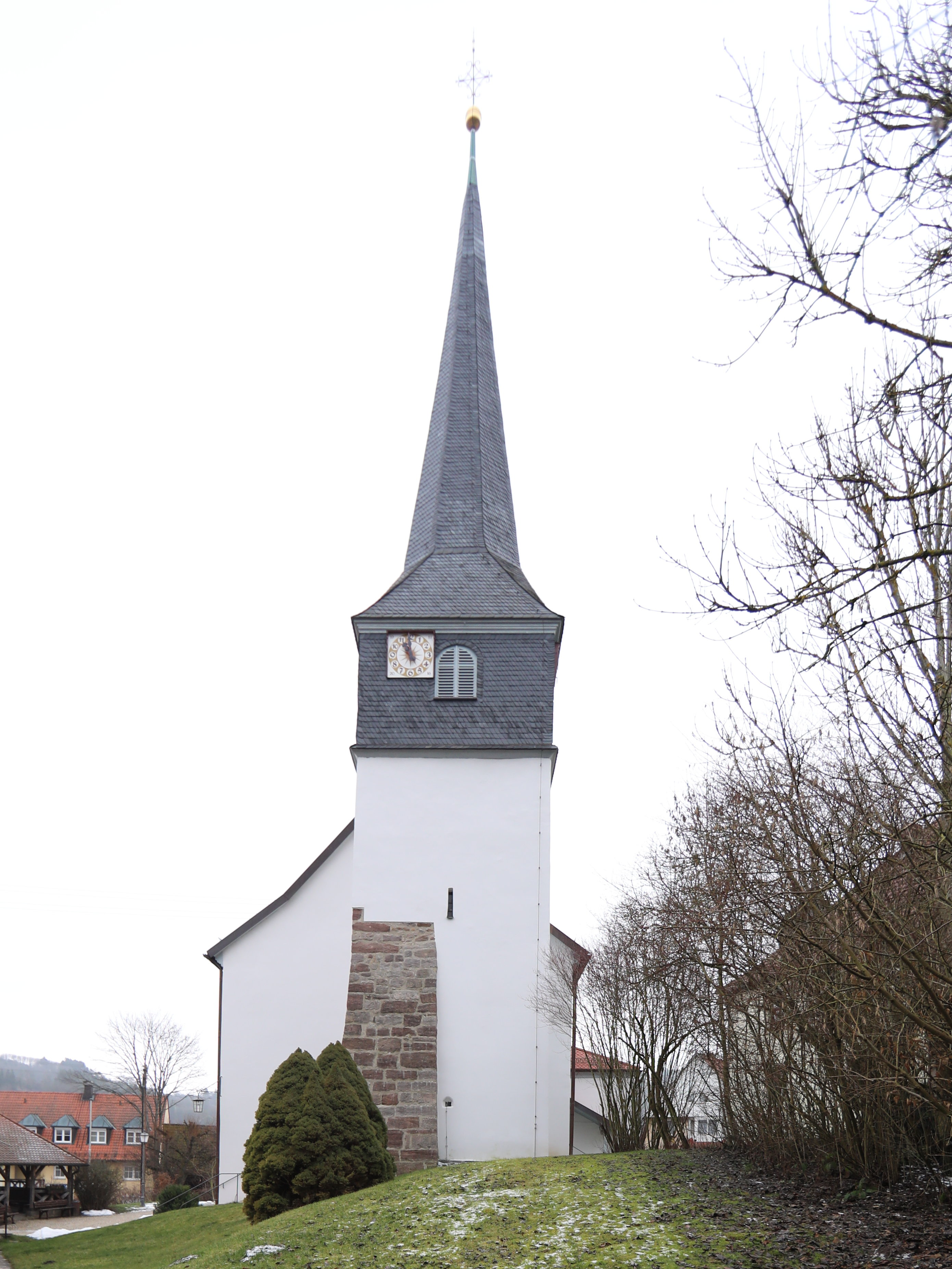
Westseite

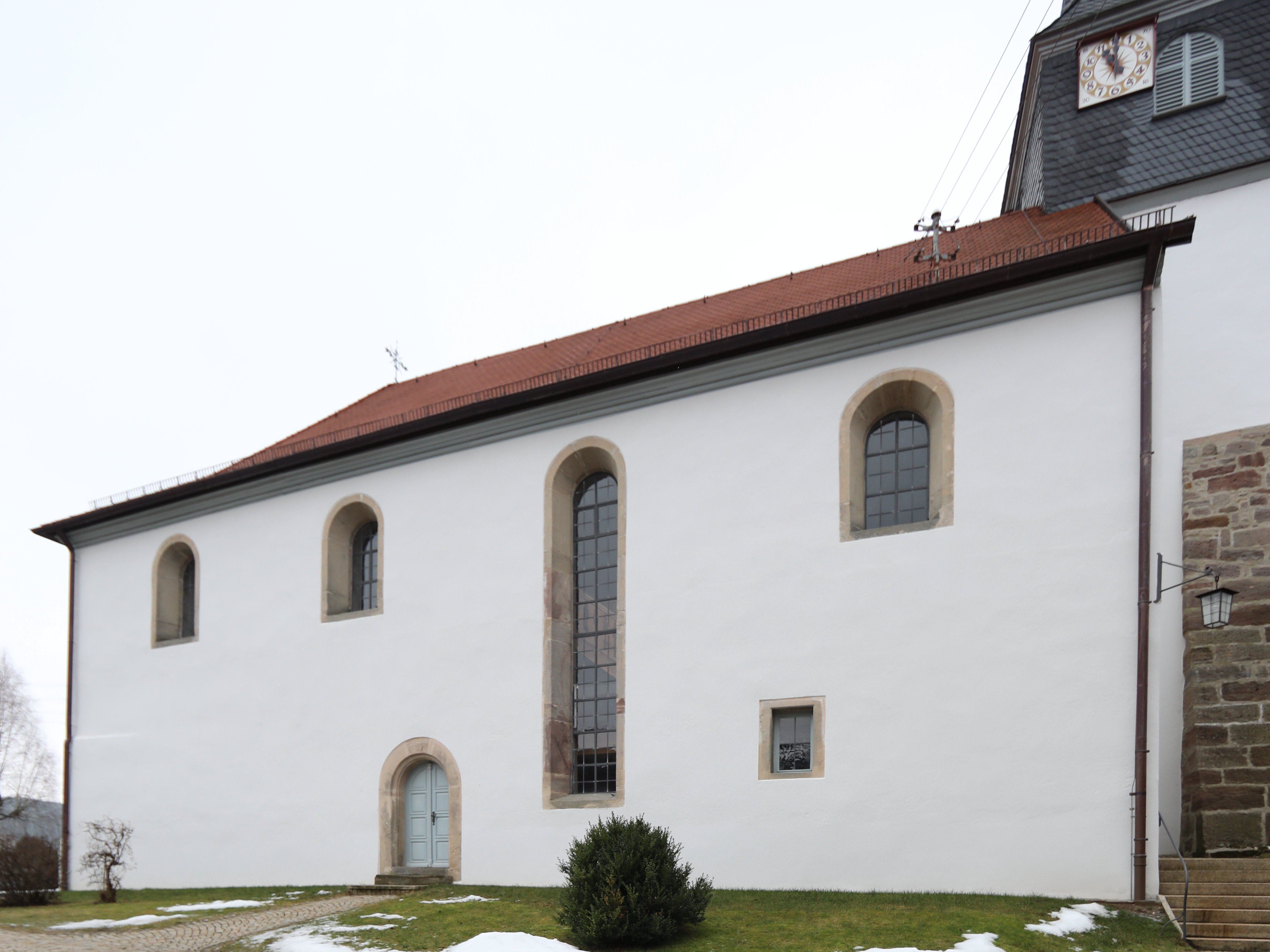
Nordseite

Die evangelisch-lutherische Jakobuskirche steht in Fischbach, einem Gemeindeteil der oberfränkischen Stadt Kronach im Landkreis Kronach. Die Pfarrkirche entstand um 1500 und wurde im 18. Jahrhundert umgestaltet. Die Kirchengemeinde gehört zum Dekanatsbezirk Kronach-Ludwigsstadt des Kirchenkreises Bayreuth der Evangelisch-Lutherischen Kirche in Bayern.

## Baugeschichte
Der westliche Teil des Langhauses geht im Kern auf eine Kapelle zurück, die wohl um 1500 gebaut wurde. Anfangs war Fischbach eine Filiale der katholischen Pfarrei Stadtsteinach. Im Jahr 1523 wurde eine Jakobskirche in Fischbach erstmals erwähnt. 1548 führten die Herren von Waldenfels die Reformation ein und errichteten eine evangelische Pfarrei.
Erste größere Umbauten folgten 1589 mit einer Verlängerung des Kirchenschiffes nach Osten, dem Bau des Hauptportals an der Nordseite und vermutlich auch mit dem Anbau der Sakristei. Im Jahr 1660 ließ die Gemeinde den baufälligen Kirchturm abbrechen und neu errichten. Der Turm wurde im 18. Jahrhundert mehrfach verändert. Zwischen den Jahren 1702 und 1703 wurde das Langhaus aufgestockt, ein erneuerter Dachstuhl und ein Holzgewölbe eingebaut. Die Stirnwand wurde außerdem mit zwei hohen Fenstern versehen. Zusätzlich zur Umgestaltung des Innenraumes, insbesondere mit vergrößerten Emporen, neuem Kirchengestühl und Kanzelaltar, erfolgte ein Neubau der Sakristei. Im Jahr 1782 wurde das Holzgewölbe durch eine Flachdecke ersetzt und der Sakristeianbau um ein Geschoss aufgestockt. Eine Innenrestauration erfolgte unter anderem 1955.

## Baubeschreibung
Die Pfarrkirche steht im südlichen, oberen Ortsteil direkt neben dem Schloss. Es ist ein Saalbau mit zwei zu vier Achsen, den eine Flachdecke über einer Hohlkehle am Rand überspannt. Rundbogige Fenster belichten den Innenraum. In der Südwand befindet sich ein spitzbogiges Sakristeiportal, mit gefaster Rahmung und in der Westwand eine Tür zum Turmuntergeschoss mit gefaster Rahmung. Eine zweigeschossige Holzempore prägt den Innenraum. Sie steht an der West-, Nord- und Südwand. Der Mittelabschnitt der oberen Westempore trägt die Orgel und ist vorgezogen. Der Fußboden besteht aus musterartig gelegten Sandsteinplatten. Die Fassade ist verputzt, Gewände und Rahmungen sind aus Sandstein. Die West- und Nordfassade haben rundbogige Portale mit gefaster Rahmung. Das Nordportal ist mit einem Scheitelstein versehen, der ein Wappenschild, eine Bezeichnung „HW“ mit Steinmetzzeichen und die Jahreszahl 1589 trägt.
Der fünfgeschossige Kirchturm steht am Südabschnitt der Westfassade. Der ungegliederte Unterbau wird jeweils durch einen schrägen Mauerwerkspfeiler an der Nord- und Westseite stabilisiert. Im Turmuntergeschoss befindet sich ein Tonnengewölbe. Die hölzerne Fachwerkkonstruktion des Obergeschosses ist verschiefert und beherbergt hinter rundbogigen Schallfenstern die Glockenstube. Gekrönt wird der Turm von einem hohen, verschieferten Spitzhelm mit Knauf und Kreuz.
Die zweigeschossige Sakristei steht an der Südseite des Kirchenschiffes. Beide Etagen werden von Flachdecken überspannt; den oberen Abschluss bildet ein Walmdach. Die rechteckige Tür auf der Ostseite trägt die Jahreszahl 1832, die Tür auf der Südseite die Bezeichnung „1782 AM“.

## Ausstattung

### Kanzelaltar
Sandsteinstipes und Mensa des barock gestalteten Kanzelaltars stammen aus dem Jahr 1703. Im selben Jahr stellte der Schreinermeister Hans Erhardt den Holzaufbau fertig. Die Bildhauerarbeiten sind ein Werk des Markgräflichen Hofbildhauers Elias Räntz, die Fassung mit der Marmorierung hat Sebastian Hornung gefertigt. Die Kanzel stammt aus dem Jahr 1687 und ersetzte 1782 im Mittelabschnitt die erhalten gebliebene Salvatorfigur, die 1703 Elias Räntz schuf. Die Brüstungsfelder des polygonalen Kanzelkorbes zieren Gemälde des Salvator mundi und der vier Evangelisten. Die Heiligen Petrus und Paulus, silbern und golden gefasste Holzfiguren, rahmen die Kanzel zusammen mit gewundenen Freisäulen ein. Über dem Mittelabschnitt befindet sich das Doppelwappen des Johann Gottfried Christoph von Guttenberg und seiner Ehefrau Felicitas Juliana Dorothea, geborene von Wintzingerode, darüber ein Segmentgiebel mit der Taube des Heiligen Geistes und der Bezeichnung „I.H.G. 1714“. Den oberen Abschluss bilden Holzfiguren der vier Evangelisten mit einem Kruzifix in der Mitte.

### Taufbecken
In der Kirche stehen zwei Taufbecken. Das ältere Taufbecken stammt aus der ersten Hälfte des 16. Jahrhunderts. Es hat einen Schaft aus Sandstein und ein stark auskragendes, sechzehneckiges Becken. Den gefelderten Beckenrand zieren bereichsweise Wappen, darunter das des Christoph von Waldenfels und seiner Ehefrau Margarethe, geborene Hirschberg. Das 1677 angeschaffte Taufbecken besteht aus marmoriertem Sandstein. Auf einem balusterförmigen Schaft mit Palmettendekor befindet sich ein polygonales Becken, das mit dem Wappen der Freiherren von Guttenberg und Engelsköpfen verziert ist. Ein Holzdeckel bekrönt von einer kleine Statue des heiligen Johannes des Täufers bildet den oberen Abschluss.

### Orgel
Im Jahr 1896 wurde eine Orgel in neubarocken Formen aufgestellt. Steinmeyer errichtete 1977 ein neues Instrument mit 13 Registern auf zwei Manualen und Pedal auf.

### Glocken
Im Kirchturm hängen drei Bronzeglocken. Die älteste, die 12-Uhr-Glocke, stammt aus dem Jahr 1367. Die große Glocke wurde 1952 aufgehängt. Sie stammt von der 1936 erbauten St.-Josef-Kirche in Tczew und ersetzte im Krieg abgegebene Glocken.
| Nr. | Name          | Gussjahr | Durchmesser (cm) | Schlagton |
| 1   | Annaglocke    | 1936     | 99               | a′ -3     |
| 2   | 12-Uhr-Glocke | 1367     | 76               | cis′′ -2  |
| 3   | Gebetsglocke  | 1610     | 64               |           |